# Дафина Просенишка
Дафина Просенишка е българска народна певица от Македония от XIX век.

## Биография
Родена е в сярското село Просеник, тогава в Османската империя, днес Скотуса, Гърция. На младини се преселва с мъжа си в град Сяр. Още на 16 години става много известна певица в Сярско. В Сяр тя записва множество народни песни заедно със Стефан Веркович. В издадения в 1860 година сборник от Веркович „Народни песни на македонските българи“, авторът се възхищава от народната певица Дафина от Просеник, Сярско. От нея той записва 270 песни - най-хубавите в сборника, но не всички поместени. Веркович е удивен от богатството на нейния песенен репертоар, от необикновената ѝ памет, от поетическите ѝ дарби и я нарича „българска Омирка“. Така огромната част от песните от сярското село Просеник са записани от Дафина Просенишка.
Характеристиката на Дафина Просенишка от Веркович се оценява като първи опит за проучване на отделен певец в историята на българската фолклористика.